# Фратагуна
Фратагуна (др.-греч. Φραταγούνη) — жена персидского царя Дария I.
По свидетельству Геродота, отцом Фратагуны был брат Дария I Артан. Таким образом, Дарий I, взявший в жёны единственную дочь Артана Фратагуну, приходился ей родным дядей. По замечанию исследователя В. П. Орлова, сложно точно определить, когда произошло это замужество — до воцарения Дария I в 522 году до н. э. или впоследствии.
В браке Дария и Фратагуны родились Аброком и Гиперант, принявшие участие в походе своего единокровного брата Ксеркса I в Грецию. Оба они были убиты во время битвы при Ферпомилах в 480 году до н. э. во время ожесточенной схватки между греками и персами за тело убитого спартанского царя Леонида.